# Narovtchat
Narovtchat (Наровча́т) est un village de Russie situé dans l'oblast de Penza. C'est le siège administratif de l'arrondissement (raïon) de Narovtchat.

## Géographie
Le village est sis à 2 km de la confluence de la rivière Cheldaïs dans la Mokcha. Il se trouve à 560 km de Moscou par la route et à 150 km de Penza, la capitale régionale. La gare ferroviaire la plus proche est celle de Kovylkino sur la ligne Moscou-Samara.

## Histoire

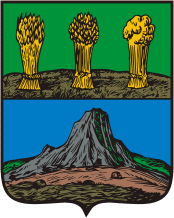
Blason (1781)

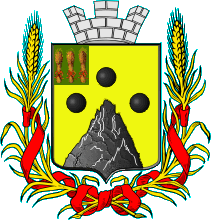
Blason (1861)

Le site archéologique de l'ancienne ville de Mokhcha de la Horde d'or se trouve sur le territoire du village à l'emplacement d'un site prémongol sur une hauteur entre les rivières Cheldaïs et Bolchaïa Lapyjovka. En 1237, ces terres mordves sont prises par les Tataro-Mongols. C'est à Mokhcha qu'en 1320 le khan Ouzbek embrasse l'islam, cette ville étant la résidence du khan jusqu'à ce qu'il déplace celle-ci à Novy Saraï,. Mokhcha est entièrement détruite par les troupes de Tamerlan en 1395.
Un fortin est construit en 1520 à cet emplacement avec de hauts remparts de 4 mètres, six tours de 8 à 12 mètres de hauteur. L'on y entrait par la tour de l'Ouest. Un village se forme autour pour les troupes russes sous le nom de Narovchat-sur-Mokcha. 
En 1774, un détachement de 4 000 hommes de Pougatchev dirigé par Mikhaïl Elistratov est vaincu près de Narovtchat. Narovtchat obtient le statut de ville en 1780, devenant le siège de l'ouïezd de Narovtchat. Elle perd ce statut en 1798 et le retrouve en 1803.
Une grande prison est construite à Narovtchat en 1819. Elle est en activité jusqu'en 1959.
En 1926, Narovtchat est le siège d'une volost dépendant de l'ouïezd de Spassk (appelé alors Bednodemiansk); mais la localité est rétrogradée au rang de village. En 1928, Narovtchat devient le siège de l'arrondissement du même nom nouvellement formé dans l'oblast de la Volga-Moyenne, devenue l'oblast de Penza en 1939. 

## Population
| Année | Habitants |
| ----- | --------- |
| 1897  | 4710      |
| 1930  | 1708      |
| 1959  | 2716      |
| 1970  | 4232      |
| 1979  | 4353      |
| 1989  | 4378      |
| 2002  | 4398      |
| 2010  | 4199      |
| 2021  | 4057      |

## Personnalités
- Alexandre Kouprine (26 août/7 septembre 1870, Narovtchat, gouvernement de Penza - 25 août 1938, Léningrad), écrivain et traducteur.

## Lieux à visiter

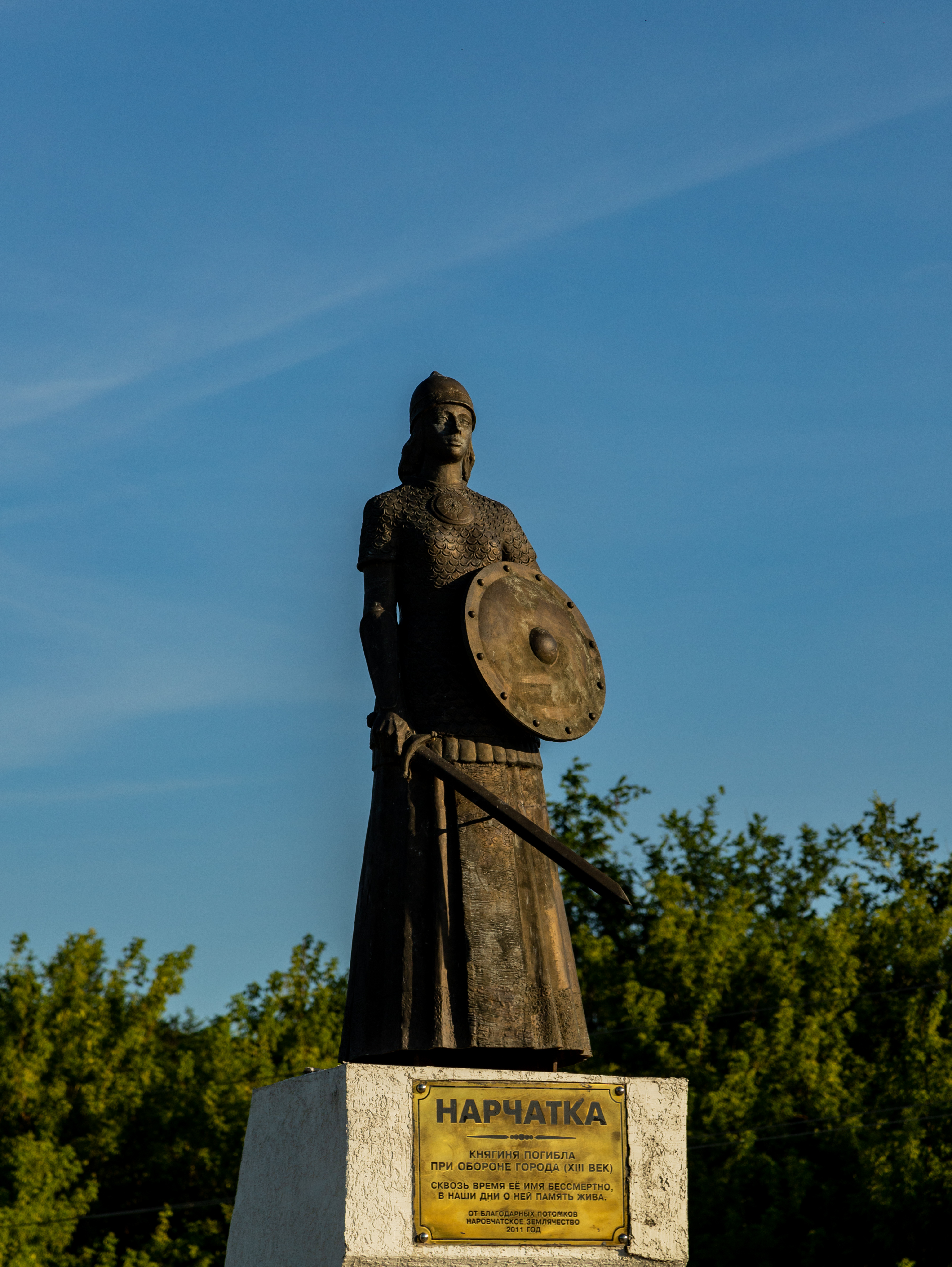
Statue de la reine Nartchatka.

- Fragment d'une mosquée de l'époque d'Ouzbek-khan du XIVe siècle, conservés au musée d'histoire locale.
- Monument dédié à la légendaire reine Nartchatka du XIIIe siècle, près du village.
- Collégiale de l'Intercession (1755-1765, reconstruite au XIXe siècle). C'est ici que fut baptisé en 1870 Alexandre Kouprine. Elle dépend aujourd'hui de l'éparchie de Serdobsk.
- Chapelle Saint-Nicolas (1820).
- Maison-musée Kouprine, inaugurée en 1981 (3 rue Kouprine).
- Buste de Kouprine, inauguré en 1981, sculpteur: Vladimir Kourdov.
- Monument de Kouprine, inauguré en 2015, sculpteur: Alexandre Khatchatourian. Kouprine est représenté assis dans un fauteuil et il y a quatre bas-reliefs sur des sujets de ses nouvelles et récits
- Palais d'étape d'Ivan Arapov. Il abrite aujourd'hui le centre Natalia Pouchkina-Lanskaïa, inauguré en 2011 (rue Sovietskaïa, n° 40).
- Musée d'histoire locale.
- Musée de la prison.
- Monument aux morts de la Grande Guerre patriotique et allée des héros (avec les bustes de douze héros de l'Union soviétique natifs ou ayant vécu dans l'arrondissement de Narovtchat).
- Le monastère de la Sainte-Trinité de Skanovo se trouve à 4 km de Narovtchat.

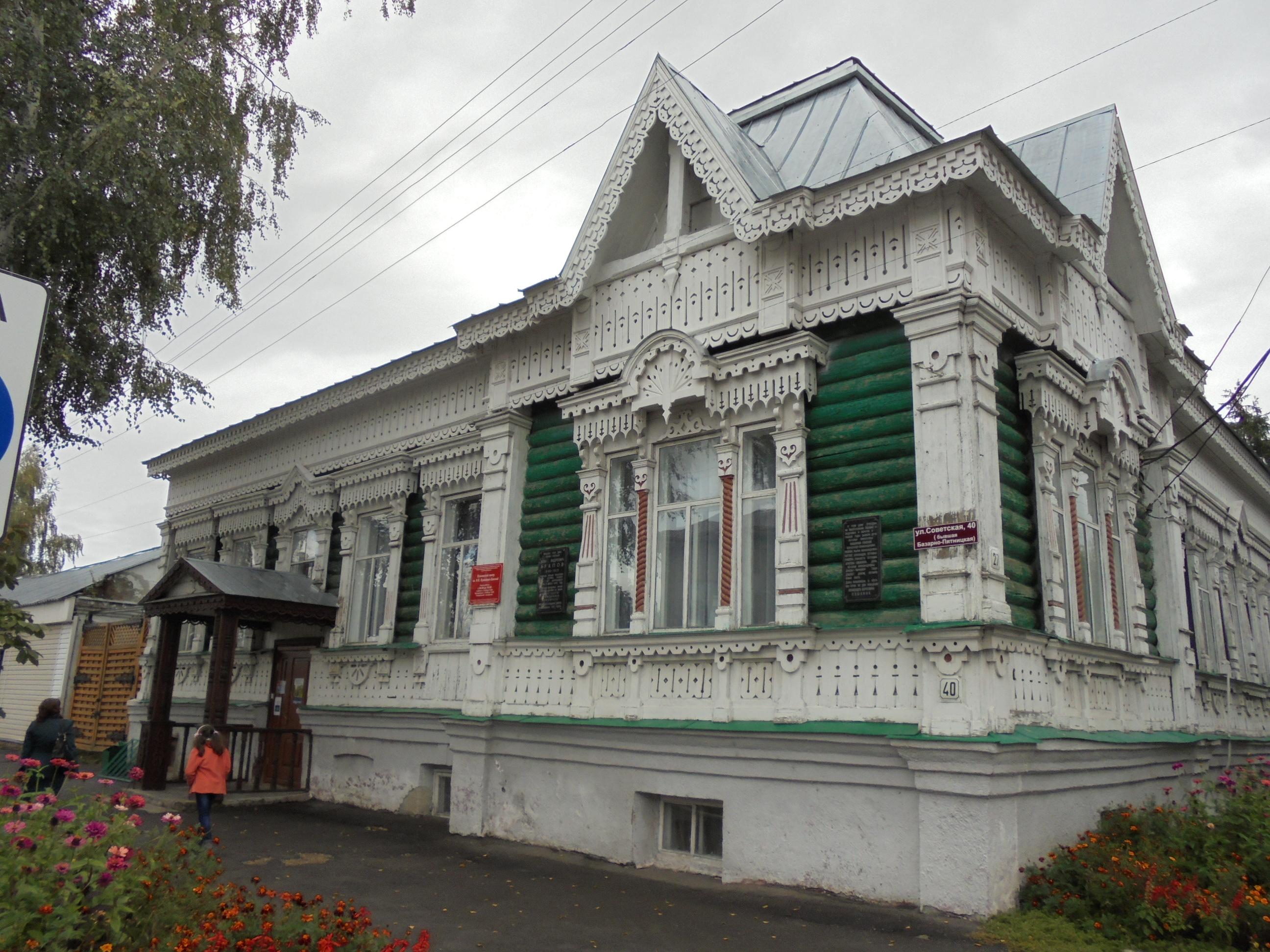
Maison des Arapov.
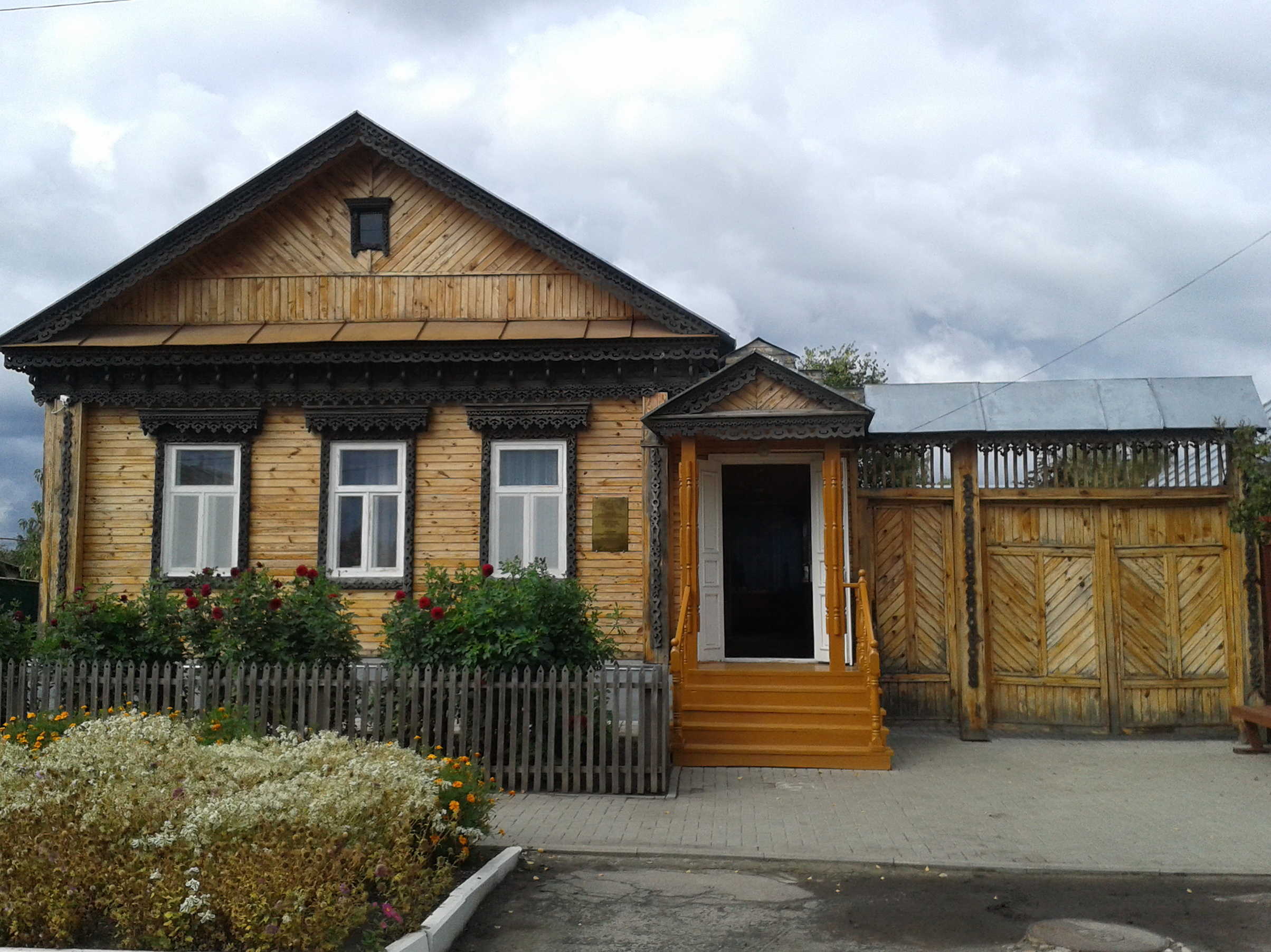
Maison-musée Kouprine.
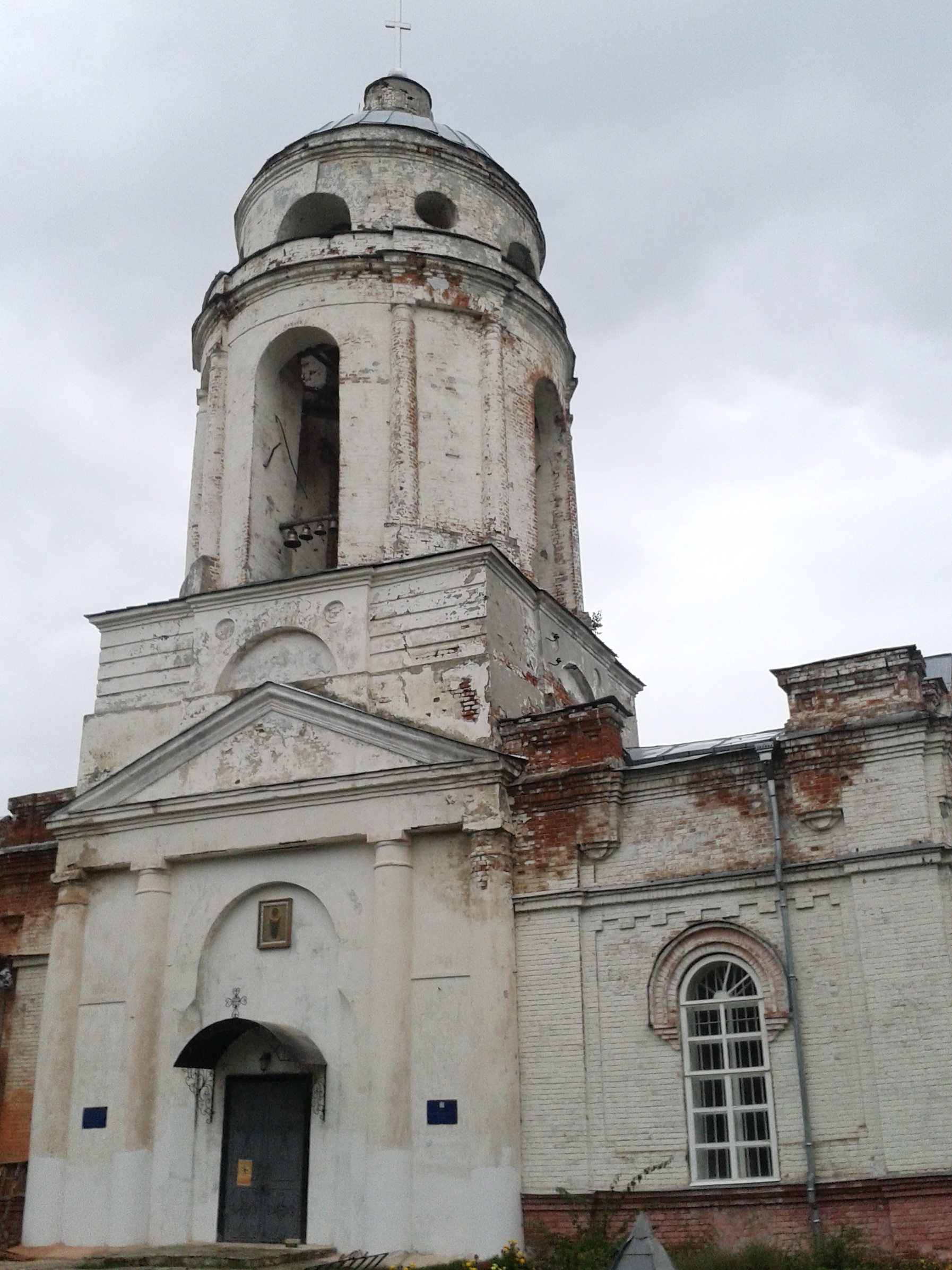
Clocher de la collégiale de l'Intercession.